# 金根哲
金根哲（김근철，1983年6月24日—），韩国足球运动员，现效力于中国足球甲级联赛球队沈阳沈北。

## 俱乐部生涯
金根哲在大学时代即被J联赛球队磐田喜悦相中，并于2002年加盟球队，2003年至2004年，他被租借到J2联赛湘南比馬两个赛季。 2005年回到韩国，加盟大邱FC，之后又先后效力于庆南FC、釜山IPark和全南天龙。2012年底，金根哲转投K2联赛球队光州FC，但他很快就接受中国足球甲级联赛球队沈阳沈北的邀请，并在2013年2月转会前往中国踢球。